# Gunjagod, Siddapur
Gunjagod là một làng thuộc tehsil Siddapur, huyện Uttara Kannada, bang Karnataka, Ấn Độ.